# Lanceoppia moritzi
Lanceoppia moritzi är en kvalsterart som beskrevs av Hammer 1968. Lanceoppia moritzi ingår i släktet Lanceoppia och familjen Oppiidae. Inga underarter finns listade i Catalogue of Life.